# Jerez (Guatemala)
Pour les articles homonymes, voir Jerez.
Jerez est une ville du Guatemala dans le département de Jutiapa.